# Carl Borromäus Cünzer
Carl (Karl) Borromäus Cünzer (* 11. Oktober 1816 in Aachen; † 10. November 1872 in Wien) war ein deutscher Schriftsteller.

## Leben und Wirken
Carl Borromäus Cünzer, abstammend aus der Eschweiler Familie Englerth-Cünzer und Sohn eines Juristen und späteren Vizepräsidenten des Tribunal de première instance de l'Arrondissement d'Aix-la-Chapelle quittierte seinen Dienst als Jägerleutnant der Preußischen Armee und begab sich auf Studienreisen. Ab 1831 studierte Cünzer an der Rheinischen Friedrich-Wilhelms-Universität in Bonn Rechtswissenschaften, unter anderem bei Ferdinand Mackeldey, Karl Dietrich Hüllmann, Ferdinand Walter und Eduard Joseph d'Alton. Hier lernte er auch die Tochter des Universitätsprofessor Ferdinand Wurzer kennen und ehelichte sie.
Im Jahr 1836 zog Cünzer nach Aachen und gehörte zu dem Stammtisch der Kaiserlichen Krone in der Alexanderstraße 34. Dort traf er sich zu regelmäßigen Gesprächen unter anderem mit dem Großgrundbesitzer Alfred Polycarp von Hompesch und dem Kaufmann David Hansemann, mit dem Dichter Wilhelm Smets, dem Autor des illustrierten Familienblattes Gartenlaube Friedrich Albert Bacciocco und dem damaligen Referendar Otto von Bismarck. Cünzer war ein Befürworter Bismarcks und seiner Idee eines einigen Deutschlands. Später in Koblenz zählte er zu dem Kreis der Kronprinzessin Augusta von Sachsen-Weimar-Eisenach und las bei den gesellschaftlichen Treffen oftmals vor. In den 60er Jahren zog es ihn nach Wien, wo er Kontakte zu dem Künstler und Hofschauspieler Ludwig Gabillon, der Schauspielerin Charlotte Wolter sowie der ebenfalls aus Aachen stammenden Kammersängerin Marie Louise Dustmann-Meyer pflegte. Der Schriftsteller Gottfried Kinkel sorgte für Cünzers Popularität.
Carl Borromäus Cünzer starb am 10. November 1872 im Alter von 56 Jahren in Wien.

## Werke
Cünzers Lebenswerk umfasst 12 Novellen im Lokalkolorit. Die Handlungen sind untrennbar verbunden mit den Aachener Örtlichkeiten Lousberg, Alt-Linzenshäuschen, Ketschenburg, Pedstränk und Gut Tivoli. Er schrieb in einem humorvollen und detailreichen Stil. Tradiert ist sein Werk Folie des Dames aus dem Jahr 1851 mit der Villa Tivoli Aachen als Hauptschauplatz. Die Romanfigur Therese Ledru beginnt als Fabrikarbeiterin bei dem Tuchfabrikanten Kelleter hinter dem Wylreschen Hof und endet als Eigentümerin der Villa Tivoli.